# Gaurax apicupunctata
Gaurax apicupunctata är en tvåvingeart som beskrevs av Malloch 1927. Gaurax apicupunctata ingår i släktet Gaurax och familjen fritflugor. Inga underarter finns listade i Catalogue of Life.